# جواد باقرزاده
جواد باقرزاده (زادهٔ ۱۳۳۹ در زنجان) نمایندهٔ حوزهٔ انتخابیهٔ زنجان در دورهٔ پنجم مجلس شورای اسلامی بوده‌است.